# Jeep
Jeep és una marca de cotxes que fabrica l'empresa Stellantis. Aquest mot s'associa més aviat a un vehicle militar que es construí per a l'Exèrcit dels Estats Units d'Amèrica en la Segona Guerra Mundial, el qual es produí més endavant un model més apte per al consum quotidià, en què es mantingué aquest nom.

## Història
Els orígens del terme "jeep" no són gaire clars. Generalment se'n diu que es tracta d'una deformació fonètica en la pronúncia de la seua denominació inicial, GP, de General Purpose ("utilitat general" en anglès) que finalment es convertí en "jeep". R. Lee Ermey declarà que es designà el vehicle per a propòsits específics, i que l'acrònim no es referia a la "utilitat general", sinó que pot derivar-se de la nomenclatura de Ford per al cotxes en què la lletra "G" indicava que es tractava d'un cotxe d'ús governamental, i "P" a la grandària dels eixos de les rodes.
En qualsevol cas, algunes persones, incloent al Sr. Ermey, afirmen que l'origen més probable ve d'un personatge del còmic de Popeye conegut com a Eugene the Jeep (en la versió original en anglès). Aquest personatge podia caminar verticalment pels murs i per les parets, enfilar-se pels arbres, volar, i qualsevol altra cosa que volguera, i se suposa que com els soldats es quedarien impressionats de la versatilitat del vehicle aleshores el batejaren amb el nom del personatge informalment.
El primer prototipus es construí per al Departament de l'Exèrcit per la companyia American Bantam, seguit per altres dos prototips fabricats per Ford i Willys-Overland. Després de provar cadascun dels prototipus en diferents terrenys, es trià el prototip de Willys per la seua durabilitat i el potència del motor. Es fabricà primer, en grans quantitats, el model militar de Jeep MB per la companyia Willys-Overland Motor, però per la incapacitat d'aquesta de produir la quantitat necessària, el govern estatunidenc permeté a Ford construir-ne uns altres jeeps designats com a "GPW", amb la qual cosa la producció arribà a més de 600.000 vehicles.
El cotxe jeep ha estat àmpliament imitat en altres països a més dels EUA, com a França amb la seua versió de Hotchkiss, o als Països Baixos amb el seu Nekaf. Hi existeixen diferents versions del jeep com ara un per a transitar per ferrocarril, o un jeep amfibi. A més a més, com a part dels esforços de la guerra, es proveïren aquests cotxes a l'Exèrcit Roig de l'URSS durant la Segona Guerra Mundial.
Actualment, el jeep ha estat força substituït pel "Humvee" (High Mobility Multipurpose Wheeled Vehicle, "vehicle rodat multiús de gran mobilitat" en anglès) per l'exèrcit nord-americà.
Durant el conflicte bèl·lic se'n van produir més de 660.000 unitats.